# Kent-Gletscher
Der Kent-Gletscher ist ein 24 km langer Gletscher in der antarktischen Ross Dependency. In der Queen Elizabeth Range fließt er von der Ostseite des Markham-Plateaus in östlicher Richtung zum Lowery-Gletscher.
Die Nordgruppe der von 1961 bis 1962 dauernden Kampagne im Rahmen der New Zealand Geological Survey Antarctic Expedition benannte ihn nach der englischen Grafschaft Kent und dem Royal Dukedom of Kent.